# Холм (Бабушкинский район)
Холм (в местном произношении Хом) — деревня в Бабушкинском районе Вологодской области.
Входит в состав Тимановского сельского поселения, с точки зрения административно-территориального деления — в Тимановский сельсовет.
Расстояние по автодороге до районного центра села имени Бабушкина составляет 44 км, до центра муниципального образования Тимановой Горы — 7 км. Ближайшие населённые пункты — Веретея, Дор, Доркин Починок.

## История

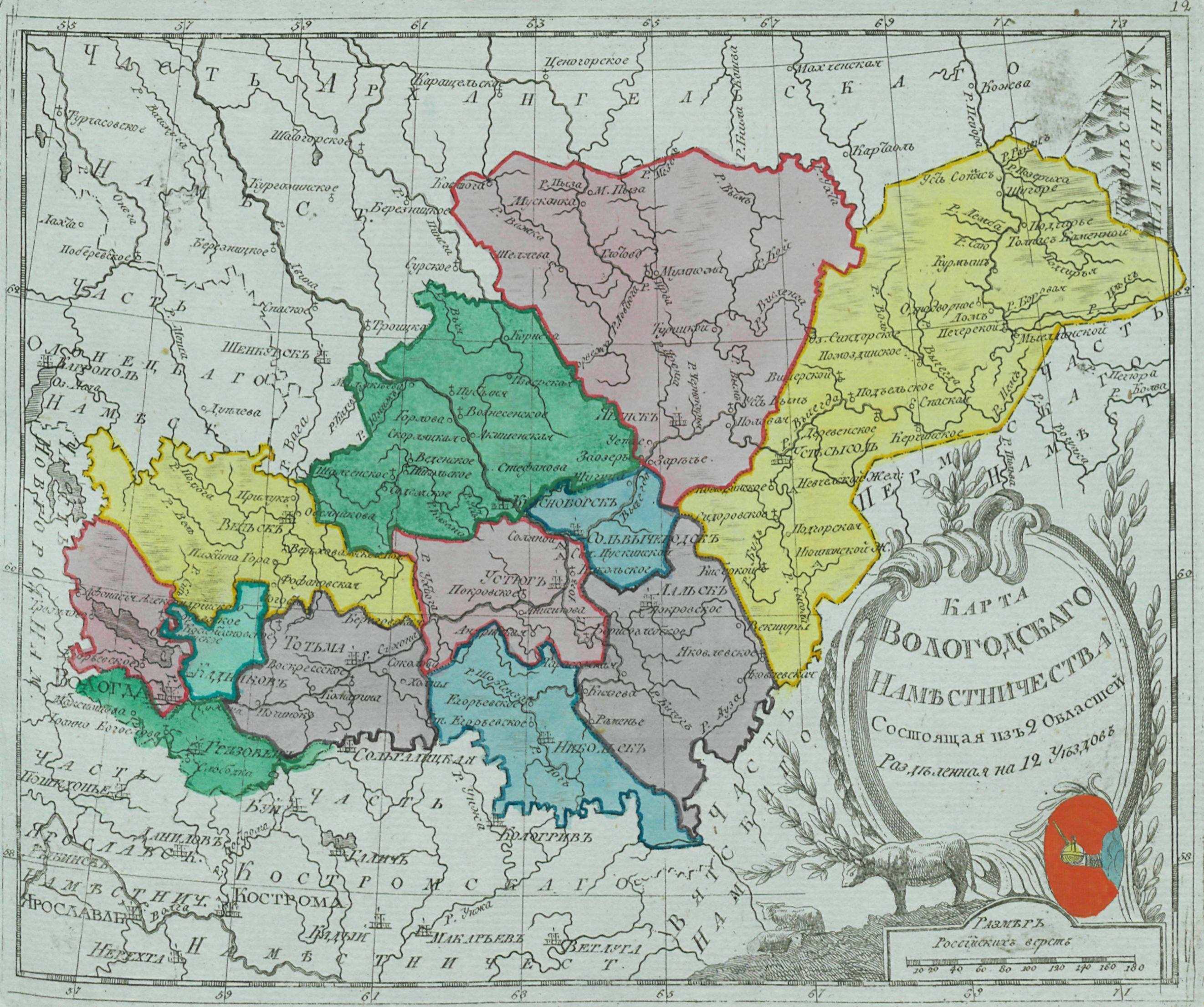
Карта Вологодского наместничества за 1792 г.

Согласно книге «Родословие Вологодской деревни», впервые деревня упоминается в письменных источниках в 1623 г. как деревня Холм Илезской волости Тотемского уезда. Населена была чёрносошными крестьянами.
Согласно ревизской сказке за 1782 г. население деревни Холм Кептурской волости (записанной вначале как Хомъ) составляло 55 человек. В предыдущей ревизии, за 1762 г., население деревни составляло 35 человек.
Под названием Холмы присутствует на карте Вологодского наместничества в Малом атласе Российской Империи за 1792 г. Так же и на карте 1800 г. Под таким же названием встречается в более поздних документах, например, в карточке на прибывшего в лазарет рядового 4 финляндского стрелкового дивизиона Ивана Николаевича Вахрушова, заполненной 9 ноября 1916 года.
В 1834 г., согласно ревизии того же года, всё ещё состояла в Кептурской волости Тотемского уезда. Тогда же её уроженец Ипполит Семёнович Кузнецов (1783—1839), записанный в тексте ревизии как Семена [Федорова Кузнецова] сынъ Ипполитъ и в подписи как Политъ Кузнецевъ, был Кептурским волостным старостой. Население деревни на тот момент составило 92 человека. В 1816 г., в год предыдущей ревизии, в деревне проживало как минимум 66 человек.
В 1850 г. в деревне проживало 123 человека, согласно данным девятой ревизии. Согласно же данным ревизской сказки за 1858 г., в деревне проживало уже 136 человек.
Упоминается по состоянию на 1859 г. в списке населённых пунктов Вологодской губернии под номером 9824. Приводимые там сведения:

9824. Холмъ, деревня казённая, расположена при безымянномъ ручьѣ, въ 76 верстахъ отъ уѣзднаго города; содержитъ 20 дворовъ, населеніе составляютъ 69 мужчинъ и 70 женщинъ.— Списокъ Населённыхъ мѣстъ по свѣдѣніямъ 1859 года. Т. VII. Вологодская Губернія. — СПб., 1866.
До революции, по состоянию на 1881 г., административно входила в Харинскую волость Тотемского уезда, в которой числится как минимум с 1850 г.. Входила в состав прихода Кептурской Николаевской церкви и Тимановского сельского общества Харинской волости:192.
В 1885 г. в деревне проживал 171 чел. в 26 дворах. В деревне значатся две частные лавки:258.
По данным на 1903 г. в Холме проживало 311 человек — 150 мужчин и 161 женщина. В деревне было 52 хозяйства. Четверо выходцев из деревни проходили солдатскую службу в войсках. Грамотных было 36 человек (33 мужчины и 3 женщины), 15 полуграмотных мужчин и 7 мужчин, обучающихся грамоте. Всего в деревне на тот момент было 81 одноэтажное жилое здание и 151 нежилая постройка. В хозяйственной деятельности было задействовано в деревне и округе 1154,7 десятин земли, 69 лошадей, 104 коровы, 15 свиней, 83 овцы.
В 1906 г, согласно «Списку лиц … , имеющих право участвовать в Предварительном Съезде по выборам в Государственную Думу по Тотемскому уезду», в деревне Холм был маслобойный завод (владелец — Пётр Иванович Кузнецов):16.
В годы Первой мировой, согласно открытым данным, 10 выходцев из деревни принимали участие в боевых действиях. Один отмечен погибшим, двое — пропавшими без вести.
Население по данным переписи 2002 года — 55 человек (28 мужчин, 27 женщин). Преобладающая национальность — русские (98 %).
| Численность населения | Численность населения | Численность населения | Численность населения | Численность населения | Численность населения | Численность населения | Численность населения | Численность населения | Численность населения | Численность населения | Численность населения | Численность населения |
| 1745                  | 1762                  | 1782                  | 1816                  | 1834                  | 1850                  | 1858                  | 1859                  | 1885                  | 1903                  | 2002                  | 2010                  | 2012                  |
| --------------------- | --------------------- | --------------------- | --------------------- | --------------------- | --------------------- | --------------------- | --------------------- | --------------------- | --------------------- | --------------------- | --------------------- | --------------------- |
| 15                    | 24                    | 55                    | 66                    | 92                    | 123                   | 136                   | 139                   | 171                   | 311                   | 55                    | 48                    | 44                    |

В деревне Холм расположен памятник архитектуры дом Андреевой.